# 邹建平
邹建平（1955年—），江苏无锡人，汉族，中华人民共和国作曲家、政治人物，南京艺术学院院长，中国国民党革命委员会党员，第十二届全国人民代表大会江苏地区代表。

## 生平
毕业于南京艺术学院音乐系作曲及作曲理论专业。2008年起担任全国人大代表。2013年，被选为全国人大代表。